# Wino różowe

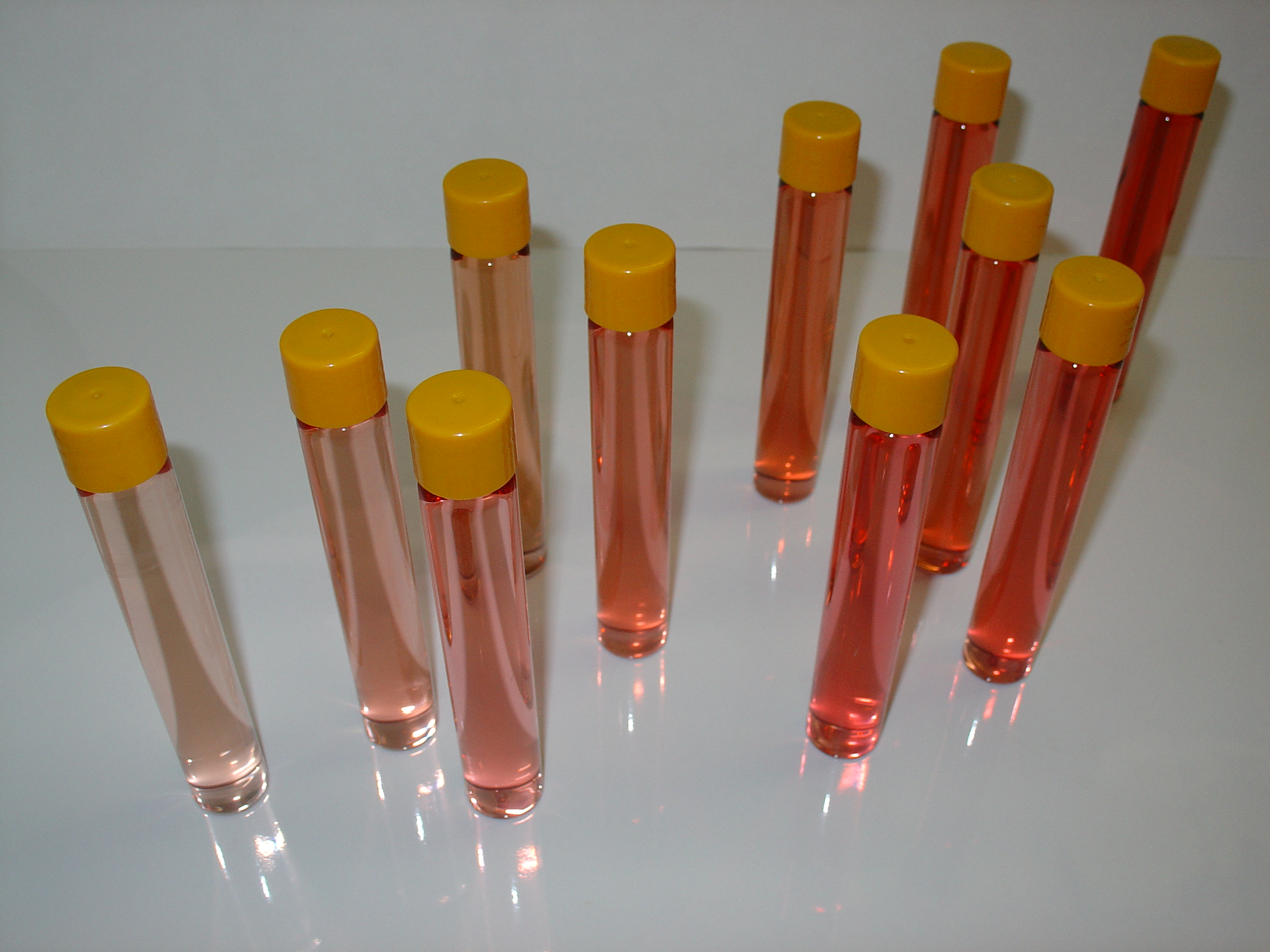
Próbki win różowych o różnych intensywnościach koloru

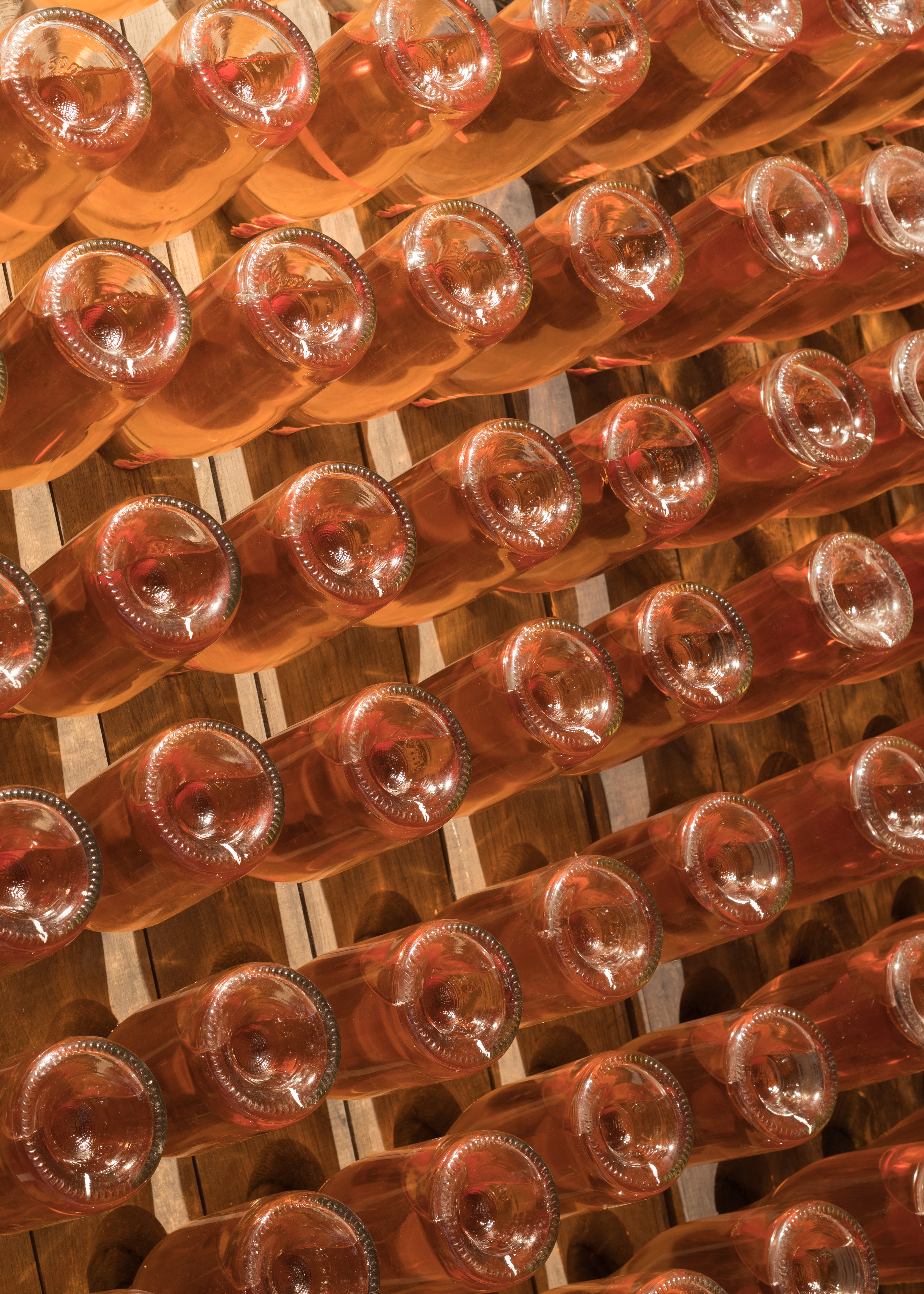
Musujące wino różowe w piwnicy winiarni w Napa

Wino różowe – rodzaj wina nazwany tak ze względu na kolor trunku. Produkuje się je z ciemnych (nazywanych czarnymi) winogron w procesie zbliżonym do tworzenia wina czerwonego. Jest to jeden z najstarszych rodzajów wina, ponieważ było przystępne w produkcji od starożytności przy użyciu maceracji. Wino różowe może przybierać kolory od bardzo jasnego pomarańczu aż po intensywny fiolet, w zależności od użytych odmian i technologii produkcji. Wino różowe jest określane rosé po angielsku, francusku i portugalsku, rosado po hiszpańsku, i rosato po włosku. Cechą charakterystyczną tego wina jest to, że posiada częściowo walory smakowe zarówno białego wina (fermentowanego bez skórek) jak i czerwonego (fermentowanego ze skórkami).
Główne trzy sposoby produkcji win różowych to: maceracja, saignée, oraz mieszanie alkoholi. Wina różowe są i musujące i niemusujące, mają też różne poziomy słodkości – od wytrawnych, przez półwytrawne, po słodkie. Są one produkowane na całym świecie z różnych odmian winogron.
Kiedy wino różowe jest głównym produktem, jest ono wytwarzane przy użyciu maceracji. Ciemne winogrona są szypułkowane i mielone, a skórki macerują się w kontakcie z moszczem przez krótki okres, zazwyczaj od dwóch do dwudziestu godzin Moszcz jest następnie tłoczony, a skórki winogron są wyrzucane przed fermentacją, w przeciwieństwie do wina czerwonego, które fermentuje ze skórkami. Powoduje to, że do alkoholu przedostaje się tylko bardzo niewielka ilość barwnika. Im dłużej skórki się macerują z moszczem, tym ciemniejszy będzie kolor wina.
Jeżeli chce się uzyskać jednocześnie wino różowe i taniczne wino czerwone o ciemnym kolorze, stosuje się metodę saignée (krwawienia), polegającą na odsączeniu części różowego soku z moszczu. W ten sposób pozostały moszcz zawiera mniej soku, jest skoncentrowany i ciemniejszy, dając po fermentacji intensywne czerwone wino. Odsączony sok fermentuje się osobno, i powstaje z niego wino różowe.
Mieszanie czerwonego i białego wina jest procesem rzadkim i potępianym w większości regionów winiarskich, zwłaszcza we Francji, gdzie jest to metoda prawnie zakazana, z wyjątkiem Szampanii. Mimo tego pozwolenia wielu producentów z Szampanii wytwarza wino różowe przede wszystkim metodą saignée.